# Халоймова, Клавдия Николаевна
Клавдия Николаевна Халоймова (5 декабря 1934, Тигильский район, Дальневосточный край — 12 сентября 2018) — ительменка, лингвист и общественный деятель, подвижник возрождения культуры народов Камчатки. Кандидат педагогических наук. Методист ительменского языка Корякского филиала Камчатского краевого государственного образовательного учреждения дополнительного образования взрослых «Институт повышения квалификации педагогических кадров» (пгт Палана, Корякский округ, Камчатский край).

## Биография
Будучи преподавателем русского языка Ковранской школы Тигильского района, организовала этнографический кружок. Деятельность кружка постепенно влилась в общественное движение по возрождению ительменского языка и обычаев. Со дня основания в 1989 году является активным участником деятельности Совета Возрождения ительменов Камчатки «Тхсаном» (Рассвет). Является одним из создателей ительменской письменности на кириллической основе.